# Akialoa ellisiana
La akialoa de Oahu (Akialoa ellisiana) es una especie extinta de ave paseriforme de la familia Fringillidae. Era endémica de la isla hawaiana de  Oahu.

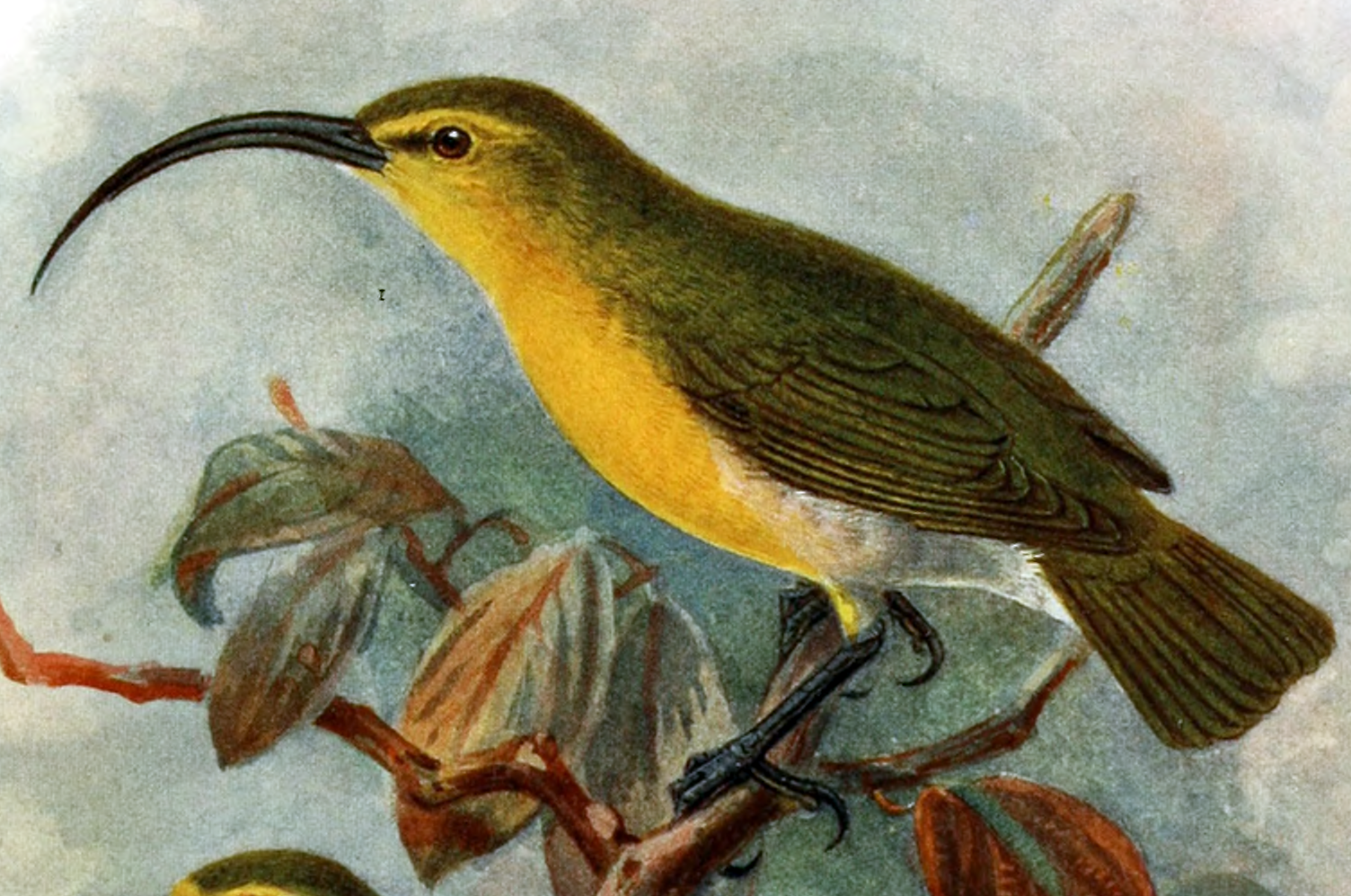
Ilustración de un Akialoa de Oahu hecha por John Gerrard Keulemans.

Su extinción fue probablemente debido a la pérdida de hábitat, a las enfermedades y a la depredación por especies  introducidas.
Podía llegar a medir hasta 20 centímetros. Ponía de 2 a 3 huevos en el nido. Era un ave sedentaria. Sexos diversos
La capacidad de adaptación del pico en los fringílidos llega a su máximo en los 32 miembros de la subfamilia Drepanidinae, endémica de las Hawái. 
Algunos de ellos tienen un pico cónico apto para cascar semillas, mientras que otros han desarrollado un pico largo y curvo que usan para sondear en la corteza y la madera en busca de insectos, o en las flores para sorber el néctar.